# دورادویل
دورادویل (به انگلیسی: Dooradoyle) یک حومه شهر در ایرلند است که در شهرستان لیمریک واقع شده‌است. دورادویل ۱۶٬۰۰۰ نفر جمعیت دارد.